# Marionina mesopsamma
Marionina mesopsamma is een ringworm uit de familie van de Enchytraeidae. De wetenschappelijke naam van de soort is voor het eerst geldig gepubliceerd in 1966 door Lasserre.